# Tracuateua
Tracuateua là một đô thị thuộc bang Pará, Brasil. Đô thị này có diện tích 852,219 km², dân số năm 2007 là 26166 người, mật độ 30,73 người/km².